# Ascanio I Piccolomini
Ascanio I Piccolomini (Siena, 1548 – Siena, 13 maggio 1597) è stato un arcivescovo cattolico e scrittore italiano.

## Biografia
Discendente di papa Pio II, compì studi letterari e giuridici nelle università di Perugia e di Bologna, dove si laureò, quindi, rientrato a Siena, intraprese la carriera ecclesiastica senza tralasciare gli studi letterari e linguistici, pubblicando alcune opere, fra cui un piccolo dizionario della lingua italiana, andato tuttavia perduto. Fu anche cultore di filosofia e scienze.
Al servizio del cardinale Alessandro Sforza come suo segretario, divenne poi coadiutore dell'arcivescovo di Siena Francesco Maria Bandini, ebbe quindi la nomina ad arcivescovo di Colossi da papa Gregorio XIII, per essere poi nominato – nel 1589 – V arcivescovo di Siena, che si adoperò a rinnovare secondo le nuove disposizioni stabilite dal Concilio di Trento, nonché alla ristrutturazione degli edifici di culto. In questo periodo si dedicò nuovamente agli studi letterari (alla poesia, in particolare) e linguistici, pubblicando altre opere.
A causa di un progressivo peggioramento della sua salute, che lo afflisse dai primi anni '90 in poi, morì nella sua città natale il 13 maggio 1597.

## Opere principali
- Due sonetti in morte del sig. duca di Parma Alessandro Farnese, inuitto capitano generale: l'uno di monsig. Ascanio Piccolomini, arciuescouo di Siena, e l'altro del sig. Diomede Borghesi, Stamperia del Bonetto, Siena, 1592.
- Rime di monsig. Ascanio Piccolomini: fatte la maggior parte nella primauera dell'eta sua. Et alla fine d'esse, saranno dodici imprese del medesimo, le quali tosto haueranno anco in luce l'esposizioni loro, Stamperia del Bonetto, Siena, 1594.
- Due sonetti, che monsignor Ascanio Piccolomini arciuesc.o di Siena fece alla villa, doppo il suo ritorno da Roma, di giugno nel 1595, Stamperia del Bonetto, Siena, 1595.
- Auuertimenti ciuili estratti da monsign. Ascanio Piccoluomini arciu. di Siena. Da sei primi libri degl'Annali di Cornelio Tacito. Dati in luce da Daniello Leremita gentilhuomo del ser. g. di Toscana, Firenze, 1609 (a cura di Daniele Eremita e Silvio Piccolomini).

## Genealogia episcopale
La genealogia episcopale è:
- Vescovo Spinello Benci
- Arcivescovo Ascanio I Piccolomini